# Ascobolus viridis

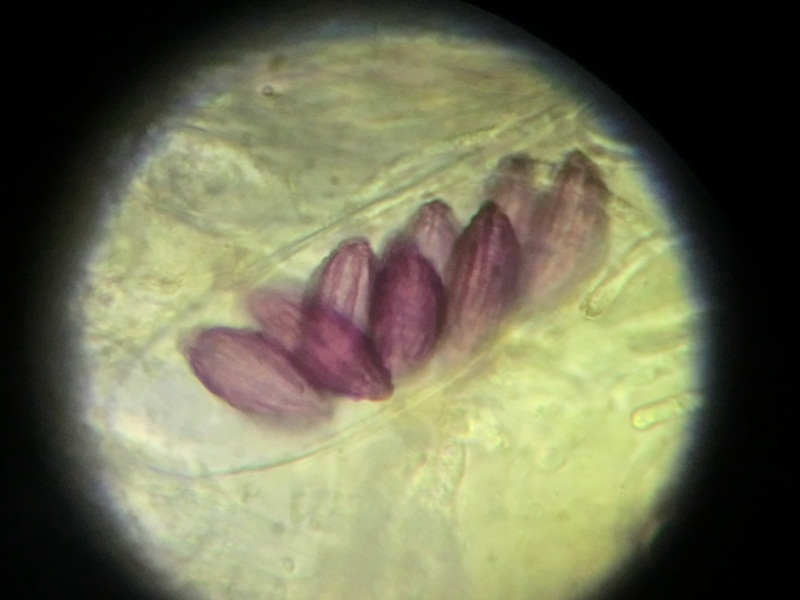
Worek z dojrzałymi zarodnikami

Ascobolus viridis Curr. – gatunek grzybów z rodziny Ascobolaceae.

## Systematyka i nazewnictwo
Pozycja w klasyfikacji według Index Fungorum: Ascobolus, Ascobolaceae, Pezizales, Pezizomycetidae, Pezizomycetes, Pezizomycotina, Ascomycota, Fungi.
Po raz pierwszy opisał go w 1863 r. Frederick Currey na gliniastej ziemi w Anglii i nadana przez niego nazwa naukowa jest aktualna. Synonimy:
- Ascobolus microspermus (Speg.) Mussat 1901
- Ascobolus viridis subsp. microspermus Speg. 1881[2].

## Morfologia
Askokarpy typu apotecjum o średnicy do 6 mm, beztrzonowe, lekko małżowinowo-krążkowate. Powierzchnia wewnętrzna (hymenialna) gładka, żółta, zielonkawa lub oliwkowożółta, z ciemnymi plamkami dojrzałych worków. Powierzchnia zewnętrzna tej samej barwy, bez ciemnych worków, oprószona. Brzeg dobrze zróżnicowany, jaśniejszy, nieco nieregularny. Miąższ bladożółty, woskowaty.
Worki cylindryczno-maczugowate, ośmiozarodnikowe, dwurzędowe z pastorałkami, około 300 × 30 µm. Wstawki cylindryczne, bardzo rozwidlone, zarówno u podstawy, jak i na pozostałych poziomach, z wieloma przegrodami, kręte, zgrubiałe na wierzchołku i otoczone żółto-zielonym żelem. Askospory średnio 31,1–35,6 × 12,6 μm, Q = 2,3–2,6, wrzecionowate, w młodym wieku szkliste i gładkie, w stanie dojrzałym fioletowe i brązowawe, ornamentowane grubymi, ciemniejszymi prążkami o różnej długości i szerokości do 2 μm szerokości, biegnącymi wzdłuż dłuższej osi zarodników.
Charakterystycznymi cechami A. viridis są wrzecionowate zarodniki pokryte szerokimi, podłużnymi, równoległymi grzbietami, żółte hymenium żółty, oprószona, ale nie owłosiona zewnętrzna powierzchnia. Wrzecionowate zarodniki z ostrymi końcami ma również A. epimyces, ale mniejsze, a pokrywające je grzbiety są wąskie i połączone z sobą. A. furfuraceus ma elipsoidalne zarodniki, fioletowe z jaśniejszymi smugami, zarówno podłużnymi, jak poprzecznymi i łączącymi się z sobą.

## Zasięg występowania i siedlisko
Podano stanowiska Ascobolus viridis w Europie, Azji, Ameryce Północnej i Południowej. W Polsce M.A. Chmiel w 2006 r. przytoczyła 5 stanowisk, w późniejszych latach podano następne.
Grzyb saprotroficzny występujący na szczątkach roślinnych.